# Пашаи (народ)

Этническая карта Афганистана

Пашаи (перс. پشه‌ای‎) (самоназвание лагманцы, пашаи) — дардский народ в Афганистане (в горных долинах притоков рек Кабул и Кунар) и в провинции Хайбер-Пахтунхва современного Пакистана. Численность 100 тыс. человек. Говорят на языке пашаи дардской группы индоевропейской семьи (среди индоиранских). Распространены также языки дари и пушту. Пашаи в большинстве — мусульмане-сунниты. Незначительное меньшинство является исмаилитами. Народ пашаи создал богатый фольклор (баллады, песни, легенды) на своем национальном языке.
Основные традиционные занятия — пашенное земледелие (рис, пшеница, мелкозернистая кукуруза, в низовьях рек — сахарный тростник, огородные, бахчевые, бобы), альпийское скотоводство (овцы и др.).
Селение (кала) — прямоугольный замкнутый двор, огороженный глинобитными стенами с башнями на углах. На склонах гор дома расположены террасообразно. Жилище деревянное (каркасной конструкции на каменном цокольном этаже) или каменное с деревянными балками перекрытия. Распространена резьба балок, столбов, филёнок, резные столбы устанавливаются над могилами.
Традиционный костюм — штаны, рубаха, безрукавка. Женщины носят тёмное платье ниже колен с узкими рукавами, на голове — круглая цветная шапочка с повязкой, украшенной монетами, бусами, раковинками. Многочисленны бусы, серебряные украшения. У незамужних волосы коротко обрезаны на лбу. И женщины и мужчины носят кожаные пояса. Для мужчин характерны шерстяная шапка паколь, чалма.
Основная пища — мучные и молочные блюда.